# Doonaha
Doonaha (Iers:Dún Átha) is een dorp op het schiereiland Loop Head in County Clare, Ierland. Het ligt op korte afstand van de Shannon.
Doonaha maakt deel uit van de parochie Carrigaholt.
De historicus Eugene O'Curry, professor in de geschiedenis en archeologie aan de Catholic University of Ireland (nu University College Dublin), was geboren in Doonaha.

## Voorzieningen
Doonaha heeft een lagere school en een pub, maar geen winkels. De lokale Gaelic sport club is O'Currys GAA. De katholieke kerk is de Church of the Holy Spirit.